# Chuang Sien-fan
Chuang Sien-fan (čínsky pchin-jinem Huáng Xiànfán, znaky zjednodušené 黄现璠, tradiční 黃現璠, čuangsky: Vangz Yenfanh; 13. listopadu 1899, Fu-suej – 18. ledna 1982, Kuej-lin) byl čínský historik, etnolog a antropolog, jeden z průkopníků čínské antropologie 20. století.

## Život a studia
Narodil se ve městě Čchü-ťiou okresu Fu-suej v provincii Kuang-si, pocházel z rolnické rodiny čuangského původu. Ve svém rodišti navštěvoval místní konfuciánskou školu, poté se učil v blízkém Čchü-li, od roku 1922 v 3. pedagogické škole Kuang-si. Od roku 1926 žil a studoval v Pekingu, kde roku 1932 absolvoval Pekingskou pedagogickou univerzitu. Pokračoval postgraduálním studiem, od roku 1935 v Tokiu na Tokijské univerzitě. Koncem roku 1937 se vrátil do Číny. Přednášel historii na pedagogické univerzitě v Kuang-si. Roku 1940 získává docenturu v oboru všeobecných dějin a v roce 1941 se stal profesorem, prvním čuangského původu. Po vzniku Čínské lidové republiky se stal prvním předsedou Čínské společnosti přátelství se zahraničními zeměmi. Roku 1954 byl zvolen poslancem Všečínského shromáždění lidových zástupců, zde pracoval ve výborech pro záležitosti národností a pro mezikulturní vztahy. Roku 1958 byl obviněn z pravé úchylky a odvolán. Roku 1979 byl rehabilitován a následující rok zvolen členem Čínského lidového politického poradního shromáždění.
Již za středoškolských studií jej zaujala regionální historie a národopis Kuang-si a po roce 1938 se mohl tomuto zájmu intenzivně věnovat, když nastoupil na Kuangsiskou univerzitu v Kuej-linu, která byla z nabízených míst nejblíže rodnému Fu-suej. Byl inspirován lidovou kulturou, tradicemi a způsobem života národnostních menšin pomezí. Získal hodně autentických poznatků z vyprávění pamětníků, pečlivě je zaznamenával, a tak zachoval rozsáhlý materiál etnografický i historicko-dokumentační.
Aktivně se podílel na probouzení národního povědomí Čuangů a na činnosti čínských etnologických spolků v Pekingu. Patřil k vlivným vědcům, byl oceňován pro mnohostrannou a hlubokou vzdělanost, objektivitu i vlastenectví. Stal se zakladatelem univerzity Li-ťiang v Kuej-linu.

## Dílo
Chuang Sien-fan byl velmi plodný autor. Napsal více než třicet statí a knih, zejména o národnostních menšinách v Číně, čuangské kultuře a o různých přírodních národech. Na toto téma publikoval přes 80 odborných studií a 7 monografií. Je považován za zakladatele moderního čuangská dějepisectví, má přezdívku otec čuangologie. Ve své práci vycházel z kritické historiografie, přičemž nakonec vytvořil platformu pro čuangské vlastenectví, obohacené o humanismus a národní vědomí. V letech 1943–1981 prováděl výzkum původních kultur národnostních menšin v jižní Číně. Dále se věnoval dějinám folklóru a lingvistiky, publikoval několik knih o historiografii, etnologii, antropologii a lingvistice. Jeho nejznámější práce, Krátká historie Čuangů, vyšla roku 1957. Byl jedním ze spoluautorů Historie Čuangů vydané roku 1988. Zde předložil obecný přehled bohatého etnografického materiálu o Čuanzích. Jeho výklad historie a kultury Čuangů se stal důležitým faktorem ovlivňujícím čínskou historiografii. Nadcházející generace čuangských historiků se ve svém díle vůči němu a jeho pojetí musely nějakým způsobem vymezit. Kolem něho se z jeho žáků a spolupracovníků zformovala tzv. pakuejská škola (八桂学派) čínské etnologie.
Ovlivněn svým čuangským zázemím se kriticky se vyjadřoval k převládajícímu pojetí čínských dějin. Zdůrazňoval, že je vesměs přehlížena účast národnostních menšin, jako by historie Číny byla jen historií Chanů a vystupoval proti tomuto ztotožňování.
Od roku 1957 hájil názor o nepřítomnosti fáze „otrokářské společnosti“ v čínských dějinách, stal se neformálním vůdcem historiků s tímto názorem, tzv. školy Wu-nu (无奴学派).

## Hlavní spisy
- Čínská historie, díl 1. Peking 1932
- Čínská historie, díl 2. Peking 1933
- Čínská historie, díl 3. Peking 1934
- Krátká historie Čuangů, Kuang-si 1957
- Historie Čuangů, Kuang-si 1988